# 長期使用製品安全表示制度
長期使用製品安全表示制度（ちょうきしようせいひんあんぜんひょうじせいど）とは、2009年4月1日以降製造および輸入された家電製品5品目に「設計上の標準使用期間」および使用上の注意を喚起したり注意を促すなどの事柄を表示または明記する日本の制度である。略して「設計標準使用期間」や「標準使用期間」とも言われる。

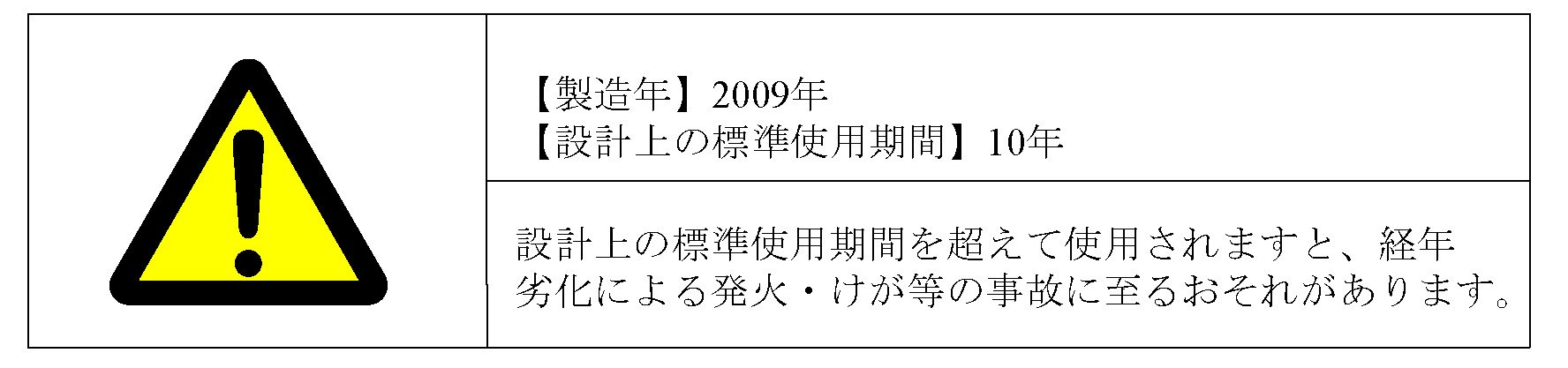
長期使用製品安全表示制度に基づく表示の例

## 概要
この制度は消費者が家電製品を使用するにあたり注意や留意することを目的としている。
また2006年の「改正消費生活用製品安全法」を引き継ぎ同日施行されることが決まった家庭で使用する製品の安全確保のため専門の作業員による定期的な点検をする「長期使用製品安全点検制度」もある。

## 対象となる家電
対象となる家電製品の5品目
1. 扇風機（リビング扇、壁掛け用、天井扇）
2. 換気扇（天井埋込型、パイプ用ファン[注 1]、一般換気扇、レンジフードファン、熱交換型、空調換気扇）
3. エアコンおよび電気冷房機（クーラー）
4. 電気洗濯機および電気脱水機（洗濯乾燥機は含まない）
5. ブラウン管方式のテレビ受像機

## 表示される項目
この制度に従い対象となる家電品目は、見やすい位置に下記の項目が表示されなければならない。
1. 製造年 - 製造された年（または輸入された年） - 20xx年（例）
2. 設計上の標準使用期間 - 10年（例）
3. 注意 - 設計上の標準使用期間を超えて使用すると、経年劣化による発火・けが等の事故に至るおそれがあります（例）

なお「設計上の標準使用期間」は、あくまで設計上の目安であること、また期間内でもその期間を過ぎても、製造者や輸入者、販売者が無償修理や無償交換の義務を負うものではないことに、消費者は留意しなければならない。